# Fabrizio Bontempi
Fabrizio Bontempi (né le 1er novembre 1966 à Brescia) est un coureur cycliste et directeur sportif italien. 

## Biographie
Coureur professionnel de 1989 à 1998, Fabrizio Bontempi a notamment remporté le Grand Prix de l'industrie et du commerce de Prato en 1995. Durant sa carrière, il participe à cinq éditions du Tour d'Italie, trois du Tour d'Espagne et aux Jeux olympiques de Séoul en 1988. 
En 1999, après sa carrière, il devient directeur sportif. De 2003 à 2013, il occupe ce poste au sein de l'équipe Lampre aux côtés de Giuseppe Saronni, avec qui, il se retrouve mêlé à l'affaire Mantoue.
En janvier 2023, il est nommé président de la Commission route-piste de la Fédération cycliste italienne.

## Palmarès

### Palmarès amateur
- 1986
  - Coppa Caduti Nervianesi

- 1987
  - Coppa Fiera di Mercatale
  - Grand Prix Kranj
  - Coppa d'Inverno
  - 2e du Tour de la communauté de Madrid
  - 2e du Trofeo Alcide Degasperi
  -  Médaillé de bronze de la course en ligne des Jeux méditerranéens
  - 3e du Tour de Lombardie amateurs

- 1988
  - Milan-Busseto
  - Coppa d'Inverno
  - 3e du Piccola Sanremo

### Palmarès professionnel
- 1990
  - 2e étape de la Schwanenbrau Cup

- 1991
  - 2e du Tour de Vénétie
  - 2e du Critérium des Abruzzes

- 1993
  - Giro dei Sei Comuni
  - Grand Prix Mendrisio
  - 3e du Tour du Piémont

- 1994
  - 2e du Grand Prix Brissago

- 1995
  - Grand Prix de l'industrie et du commerce de Prato
  - 2e du Grand Prix de Lugano
  - 3e de Monte-Carlo-Alassio

- 1997
  - 7e étape du Boland Bank Tour

## Résultats sur les grands tours

### Tour d'Italie
5 participations
- 1992 : 136e
- 1993 : 112e
- 1995 : 87e
- 1996 : 52e
- 1997 : 102e

### Tour d'Espagne
3 participations
- 1990 : abandon (14e étape)
- 1993 : 96e
- 1994 : abandon (9e étape)